# Passiflora rotundifolia
Passiflora rotundifolia är en passionsblomsväxtart som beskrevs av Carl von Linné. Passiflora rotundifolia ingår i släktet passionsblommor, och familjen passionsblomsväxter. Inga underarter finns listade i Catalogue of Life.